# Zoogoneticus
Zoogoneticus – rodzaj ryb karpieńcokształtnych z rodziny żyworódkowatych (Goodeidae).

## Klasyfikacja
Gatunki zaliczane do tego rodzaju:
- Zoogoneticus purhepechus
- Zoogoneticus quitzeoensis
- Zoogoneticus tequila